# Holeby kommun
Holeby kommun var fram till 2007 en kommun i Storstrøms Amt i Danmark. Den 1 januari 2007 i den danska kommunreformen 2007 gick Holeby kommun upp i Lollands kommun. Kommunens huvudort var Holeby.